# 牛舌蘚
牛舌蘚（学名：Anomodon viticulosus）为羽蘚科牛舌蘚屬下的一个种。